# Dasyhelea egypti
Dasyhelea egypti är en tvåvingeart som beskrevs av John William Scott Macfie 1943. Dasyhelea egypti ingår i släktet Dasyhelea och familjen svidknott. Inga underarter finns listade i Catalogue of Life.